# پوستا کامنیتسه
پوستا کامنیتسه (به چکی: Pustá Kamenice) یک منطقهٔ مسکونی در جمهوری چک است که در ناحیه سویتاوی واقع شده‌است. پوستا کامنیتسه ۱۵٫۳۱ کیلومتر مربع مساحت و ۳۱۶ نفر جمعیت دارد و ۶۲۰ متر بالاتر از سطح دریا واقع شده‌است.